# Velocidade subsónica
A velocidade subsónicaPE ou subsônicaPB se refere a qualquer velocidade abaixo da velocidade do som ou seja, abaixo de 1 Ma (1 235 km/h), ao nível das águas do mar. 
Uma aeronave, míssil, projétil, fluido ou outro objeto, cuja velocidade máxima seja menor que a velocidade do som, é considerado subsónico.